# Scalmatica corticea
Scalmatica corticea är en fjärilsart som beskrevs av Edward Meyrick 1925. Scalmatica corticea ingår i släktet Scalmatica och familjen äkta malar.
Artens utbredningsområde är Egypten. Inga underarter finns listade.